# Живановић
Живановић је српско патронимско презиме изведено од мушког имена Живан. Може се односити на:
- Дарко Живановић (рођен 1987), дугопругаш
- Иван Живановић (фудбалер, 1981), фудбалер
- Миливоје Живановић (1900–1979), глумац
- Михаило Живановић (1928–1989), музичар
- Стефан Живановић (рођен 1989), кошаркаш
- Тодор Живановић (1927–1978), фудбалер